# Midway Games
Midway Games (appelée également simplement Midway) était une société américaine de développement et d'édition de jeux d'arcade et jeux vidéo sur console, dont le siège social se situait à Chicago dans l'Illinois (États-Unis). 
L'entreprise a été fondée sous l'appellation Midway Manufacturing Company en 1958[réf. nécessaire] et produisait et éditait des flippers et des jeux d’arcade. En 1968, l’entreprise est rachetée par Bally Manufacturing et devient filiale de ce dernier. En 1982, l'entreprise est fusionnée avec la division flipper de Bally Manufacturing Company, donnant naissance à Bally Midway Manufacturing Company, Inc. En 1988, WMS Industries rachète l'entreprise. En 1994, WMS rachète Tradewest qui est renommé Williams Entertainment. En 1996, l'entreprise est restructurée et change de nom pour celui de Midway Games, Williams Entertainment devient la filiale Midway Home Entertainment et la branche arcade de Midway Games devient la filiale Midway Amusement Games. En 1996, WMS Industries (holding) de Williams Electronics Games rachète Time Warner Interactive, une partie de l'ancien géant de l'informatique Atari Inc., puis est intégré au groupe dans sa filiale Midway Games. En février 2003, Midway Games ferme Midway Games West (Atari Games est renommé ainsi en 2000). Au milieu des années 2000, Midway Games se lance dans une frénésie d'achat de studios de développement. En 2007, Sumner Redstone possède 87 % de l'entreprise, puis revend toutes ses actions à l'investisseur privé Mark Thomas en décembre 2008. En février 2009, Midway Games fait faillite et dépose le bilan, puis Warner Bros. rachète la plupart des actifs.
Les titres de Midway les plus célèbres sont Gun Fight, Mortal Kombat, Ms. Pac-Man, Spy Hunter, Tron, Rampage, la série Cruis'n, NFL Blitz et NBA Jam. Midway Games a également acquis les droits sur les jeux vidéo qui ont été développés à l'origine par Williams et Atari Games, comme Defender, Joust, Robotron: 2084, Gauntlet et la série Rush.
Midway Games était classé quatrième meilleur vendeur (aux États-Unis) dans le classement des éditeurs de jeux vidéo en 2000 et classé comme le 19e éditeur de jeux vidéo en 2005 et 20e en 2006, selon Game Developer Magazine.

## Historique

Logo de Midway Manufacturing Company

### 1958-1982: Midway Manufacturing Company
À l'origine, l'entreprise est créée en 1958 sous l’appellation Midway Manufacturing Company à Franklin Park dans la banlieue de Chicago. Son activité principale est la production et commercialisation de flippers, de divers jeux d’arcade dont beaucoup de jeux de tir au fusil.
En 1968, Midway Manufacturing Company est racheté par Bally Manufacturing et devient filiale de ce dernier.
En 1973, l'entreprise s'installe dans l'industrie du divertissement interactif, le développement et la publication de jeux vidéo d'arcade. Les premiers jeux sont pour la plupart des clones ou imitations de Pong. Midway connait son premier succès grand public en 1978, avec la distribution de Space Invaders sous licence Taito aux États-Unis et en Europe. Tout au long des années 1970, Midway forme un partenariat étroit avec l'éditeur japonais de jeux vidéo Taito, les deux entreprises passant des accords de licences régulièrement de l'une à l'autre pour la distribution de leurs jeux dans leur pays respectifs.
Midway entre dans le marché de la consommation en 1977 en fabriquant pour Bally la console de jeux vidéo Home Library Computer (la console portera plusieurs noms, le dernier Astrocade). La console ne connait pas un grand succès et ne parvient pas à rivaliser avec l'Atari 2600 qui compte une ludothèque beaucoup plus fournie. La Home Library Computer est le seul système de jeu à domicile développé par la Midway, il est abandonné en 1985.
À la fin des années 1970, Midway commercialise également quelques jeux électromécaniques.
Alors même que Midway connait le succès avec la distribution de Space Invaders, il se voit octroyer en 1980 les licences américaines à la suite d'un accord avec Namco pour distribuer la version américaine du succès Pac-Man. Midway édite également sa suite non autorisée Ms. Pac-Man en 1981,. Durant les années 1970, Midwa est le premier producteur de jeux vidéo d'arcade aux États-Unis.

### 1982-1991: Bally Midway Manufacturing Company

Logo de Midway Manufacturing Company sous l'ère Bally Midway Manufacturing Company. Le logo originel est placé dans une sorte d'écran à fond noir.

Logo Midway Manufacturing Company sous la holding de WMS Industries

En 1982, Midway Manufacturing Company est fusionné avec la division flipper de Bally Manufacturing, donnant naissance à Bally Midway Manufacturing Company, Inc. Trois jeux sortent cette année-là avec la marque « Bally Midway », dont Satan's Hollow.
En mai 1984, Bally Midway rachète Sente Technologies qui devient sa filiale sous le nom Bally Sente.
En 1988, WMS Industries Inc., l'ancien Williams Electronics Games (un concurrent, fabricant de jeux d’arcade et de flippers) achète Bally Midway Manufacturing Company, qui devient filiale du groupe. Bally Midway déménage de son siège de Franklin Park, au siège de WMS Industries à Chicago. Bien que WMS Industries conserve la plupart des employés du secteur R&D de Bally Midway, seulement deux concepteurs de jeux ont été retenus : les designer de Rampage Brian Colin et Jeff Nauman.
WMS Industries obtient de Bally Manufacturing le droit d'utiliser la marque « Bally » pour ses flippers puisque Bally Manufacturing ayant complètement quitté l'industrie des jeux d'arcade et du flipper pour se concentrer sur les casinos et les machines à sous. Les productions dans l'industrie vidéoludique de cette période sont parfois évoquée sous l’appellation « Williams Bally Midway ».

### 1991-1996: Midway Manufacturing Company
En 1991, Bally Midway absorbe la division vidéoludique de WMS Industries et se concentre sur les jeux vidéo de salon (mettant ainsi fin à la marque "Williams" dans les jeux vidéo d'arcade en 1991). L’entreprise commence à produire et commercialiser des jeux d'arcade sous l'appellation « Midway », sans la marque « Bally ». Midway continue à vendre des flippers sous les marques « Williams » et « Bally » jusqu'en 1999, ainsi qu'à produire des jeux d'arcade sous la marque « Midway » .
En 1992, le flipper The Addams Family devient la meilleure vente de tous les temps.
Tous les jeux Midway de l'époque sont développés à l'origine pour l'arcade, mais l'entreprise passe un accord de licence avec Acclaim , un autre développeur de jeux vidéo, pour éditer ses jeux sur console de salon. Acclaim Entertainment vend cinq millions de copies de Mortal Kombat à un prix de vente d'environ 65 $ chacun.
Midway met fin à cet accord de licence en 1993. À partir de ce moment-là, Midway adopte la stratégie marketing utilisée par Acclaim qui en a été le pionnier avec beaucoup de succès qui consiste à sortir un jeu en même temps, sur toutes les plates-formes de jeux vidéo possibles. La plupart des jeux adoptent ce mode de commercialisation en masse depuis ce moment-là.

### 1996-2009: Midway Games

Logo de Midway Games à partir de 1996

Après plusieurs années en tant qu'un des leaders dans le secteur arcade, Midway rentre dans le secteur du jeu vidéo à la maison et sur le marché grandissant des consoles de jeux vidéo à partir de 1996. Pour mieux correspondre au marché, Midway Manufacturing Company est renommé Midway Games Inc.. La division arcade de Midway devient Midway Amusement Games, LLC et une nouvelle filiale appelée  Midway Home Entertainment est créée pour le marché du jeu à la maison.
En 1996, WMS Industries rachète Time Warner Interactive (par le biais de la filiale Williams Interactive Inc. créée le 15 février pour le rachat), qui comprenait la filiale Atari Games, une partie de l'ancien géant de l'informatique Atari Inc., puis est intégré au groupe.
En 1996, Midway fait également son introduction en bourse. Au même moment, WMS Industries transfère tous les droits d'auteur et les marques de ses jeux vidéo à Midway Games dont Defender, Robotron: 2084 et Joust. En 1998, WMS Industries revend 86,8 % de sa participation restante dans Midway Games aux actionnaires, ce qui fait de Midway une entreprise indépendante pour la première fois depuis près de 30 ans.
Midway garde Atari Games en tant que filiale dans le cadre de cette scission, Williams Interactive Inc. est renommé Midway Interactive Inc. puis est intégré à Midway Games. L'entreprise conserve ou partage une partie du personnel de direction de WMS Industries et utilise des installations communes avec WMS pour quelques années encore. Sur plusieurs années, Midway met progressivement fin à tous les contrats importants et les chevauchements de direction avec WMS Industries.
À partir de 1996 et durant les années 2000, des studios sont créés ou rachetés comme aux États-Unis (Chicago, Seattle, Los Angeles, Austin) et au Royaume-Uni (Newcastle).
En 1999, Midway quitte l'industrie de flipper, la plupart de ses droits et actifs de flipper étant déjà transféré à WMS Industries en 1996 en échange de droits et d'actifs des jeux vidéo de WMS Industries) et se concentre sur les jeux vidéo. En janvier 2000, Midway change le nom de sa filiale Atari Games à Midway Games West pour éviter la confusion ave l'entreprise Atari Corp, alors rachetée par Hasbro Interactive. En juin 2001, Midway ferme sa division de jeux d'arcade à cause de pertes financières. En février 2003, Midway ferme Midway Games West, mettant fin à ce qui restait de l'entreprise originale Atari. Après avoir perdu de l'argent chaque année depuis 2000, les pertes de Midway Games s'accélèrent en 2003.
Durant les années 2000, Midway continue à développer et publier des jeux vidéo sur console et sur consoles portables, mais l'entreprise connait des pertes nettes annuelles et engage dans une série d'émissions d'actions et de titres de créance, ainsi que d'autres financements et emprunts. Sumner Redstone, président de Viacom/CBS Corporation, augmente sa participation dans Midway Games d'environ 15 %, en 1998, à environ 87 % d'ici la fin de 2007.
En 2004, dans le but d'accroître sa part de marché, Midway Games se lance dans une frénésie d'achat de studios de développement de jeux vidéo indépendants, pour renforcer ses équipes de développement de produits. En avril 2004, Midway rachète Surreal Software de Seattle dans l’état de Washington. En octobre 2004, Midway Games rachète Inevitable Entertainment d'Austin au Texas (qui devient Midway Studios Austin). En décembre 2004, Midway Games rachète Paradox Development de Moorpark en Californie. Le 4 août 2005, Midway rachète l'entreprise privée australienne de développement Ratbag Games. Le studio a été rebaptisé Midway Studios Australia. Quatre mois plus tard, le 13 décembre, Midway annonce à ses employés qu'il ferme le studio, laissant ses employés en fonction sans travail. Deux jours plus tard, le 15 décembre, le studio est fermé et les locaux d'Adelaide est vidé. En 2004 et 2005, Midway perd beaucoup d'argent sur les achats et reventes de ces studios. Redstone utilise sa position pour faire élire sa fille Shari Redstone au conseil d'administration et plus tard comme président du conseil d'administration de Midway Games. En 2005 une filiale française est créée, sous le nom de Midway Games SAS, et emploie 9 personnes en 2006 ; Une filiale allemande est également créée à Munich sous l'appellation Midway Germany GmbH.
En décembre 2008, Redstone vend toutes ses actions et 70 millions de dollars de dette appartenant à Midway Games à Mark Thomas, un investisseur privé, pour 100 000 de dollars.
Depuis un dépôt de bilan en février 2009, l'entreprise n'est plus active et liquide progressivement tous ses actifs. Warner Bros. rachète la plupart des actifs de la société (à l'exception de deux studios) pour 33 millions de dollars.
Midway Games conclut un accord avec Mark Thomas qui renonce l'encours de la dette,. La Cour du district des États-Unis à Chicago rejette une plainte alléguant que les anciens dirigeants de Midway Games avaient induit en erreur les actionnaires en vendant leurs propres actions. En 2010, le tribunal des faillites rejette les réclamations contre Redstone concernant sa vente de la société à Thomas et approuve le plan de liquidation de Midway Games. Midway met fin à l'enregistrement public de ses titres en juin 2010. En mars 2011, le tribunal rejette une action en justice pour contester la vente d'actifs à Warner Bros.. En 2014, une fiducie de liquidation continue toujours à recueillir et distribuer tous les produits et autres actifs aux créanciers restants de Midway Games et poursuit les actions d'annulation vis-à-vis des créanciers.

## Filiales d'édition et distribution

### Revente
- Midway Games Ltd : fondé en 1999[réf. nécessaire] à Londres, en Angleterre[22], la filiale gère l'édition et la distribution des jeux Midway Games au Royaume-Uni et sur d'autres marchés en Europe. Midway Games Ltd est différent de Midway Games Inc., la société mère. Le 19 août 2009, Midway Games Ltd est vendu à Spiess Media Holding UG[23],[24] détenue par Martin Spiess (auparavant dirigeant de Midway Games)[25],[26]. Midway Games Ltd est fusionné avec le bureau de Paris Midway Games SAS, puis est rebaptisé Tradewest Games[27].
- Midway Games SAS : fondé en 2005 à Paris en France, la filiale gère l'édition et la distribution des jeux Midway Games en France. Le 19 août 2009, Midway Games SAS est vendu à Spiess Media Holding UG, puis fusionne avec Midway Games Ltd de Londres.la nouvelle entreprise est nommée Tradewest Games.
- Midway Germany GmbH : fondé en février 2005 par Midway Games Ltd à Munich en Allemagne, la filiale gère l'édition et la distribution des jeux Midway Games en Allemagne. En août 2009, Midway Germany GmbH est revendu à l'entreprise F+F Publishing GmbH[28],[29].

### Fermeture
- Midway Amusement Games, LLC : fondé à Chicago dans Illinois, ses actifs ont été acquis par Happ Controls le 1er octobre 2001[30]. Cette filiale est la division d'arcade originale de l'entreprise (fondée en tant que Midway Manufacturing Company) et conservé pour détenir les propriétés intellectuelles, en particulier la ludothèque arcade de Midway, Bally Midway et Williams.
- Midway Home Entertainment : fondé en 1986, plus précisément, Tradewest est racheté par Williams Electronics en 1994 qui la rebaptise Williams Entertainment, Inc., qui à son tour devient Midway Home Entertainment en 1996. La filiale est utilisée par Midway Games pour rentrer sur le marché de la console de jeu vidéo dans les années 1990, et à ce moment-là tous « les jeux vidéo console » ont été développés par Midway Home Entertainment, alors que tous les jeux d'arcade étaient développés par le studio de Chicago Midway Amusement Games. Midway Home Entertainment a publié et commercialisé tous les jeux vidéo Midway Games pour les consoles de salon et agissait avec un bon degré d'indépendance de la maison mère. Midway Home Entertainment a également été largement responsable de la relation entre Midway Games et les fabricants de consoles de jeux (Nintendo, Sony, Microsoft et d'anciens fabricants comme Sega). Pendant plusieurs années, Midway Home Entertainment fut basé à la fois à Corsicana (site d'origine de Tradewest) et à San Diego jusqu'en 2002 où les bureaux de Corsicana ont été fermés.

## Studios de développement

### Revente
- Midway Studios Chicago : fondé à Chicago dans Illinois est le studio original de Midway Manufacturing Company. Finalement, le studio s'est concentré uniquement sur les jeux pour la maison et consoles portables. Il a développé Blitz: The League sur PlayStation 2 et Xbox et Stranglehold sur PlayStation 3, Xbox 360 et PC, ainsi que la série Mortal Kombat. Le studio était situé dans les mêmes locaux que Midway Amusement Games, en face du siège social de Midway Games. À la suite de son acquisition par Warner Bros., le studio est devenu une partie de WB Games Chicago[31],[32]. En juin 2010, Warner Bros. le rebaptise NetherRealm Studios[33].
- Midway Studios San Diego, situé dans les mêmes locaux que Midway Home Entertainment, était le premier studio de développement de Midway Games destiné à l'industrie des jeux vidéo à la maison. Midway Studios San Diego a développé Gauntlet: Seven Sorrows et a été chargé de la réalisation de Rise and Fall: Civilizations at War qui avait été commencé par Stainless Steel Studios. Midway Games annonce le 8 juillet 2009, qui a l'intention de fermer le studio de San Diego début septembre[34]. Début août 2009, THQ achète le studio et tous les actifs sauf la licence du jeu vidéo TNA iMPACT!, qui revient à South Peak Interactive, et environ 40 % des employés se sont vu proposer un emploi[35]. La plupart des anciens employés ont depuis été embauché par High Moon Studios.
- Surreal Software fondé en 1995 à Seattle dans l'état de Washington, a été acheté en 2004 par Midway Games et revendu en juillet 2009 à Warner Bros.

### Fermeture
- Midway Studios Austin : Inevitable Entertainment, Inc., fondé le 23 mars 2000 à Austin au Texas, a été acheté en 2004 par Midway Games et ferme en décembre 2008 ;
- Midway Studios Australia : Ratbag Games, fondé en 1993 à Adelaide en Australie, a été acheté le 4 août 2005 par Midway Games et ferme quatre mois plus tard en décembre 2005 ;
- Midway Studios Los Angeles : Paradox Development, fondé en 1994 à Moorpark en Californie, a été acheté le 4 août 2005 par Midway Games et ferme en 2008 puis fusionne avec le studio de San Diego Midway Studios San Diego ;
- Midway Studios Newcastle : Pitbull Syndicate, fondé en décembre 1996 à Newcastle upon Tyne en Angleterre, a été acheté en octobre 2005 par Midway Games et ferme le 14 juillet 2009, à la suite de la vente des actifs de Midway Games à la Warner Bros., car Midway Games n'a pas trouvé de repreneur. En 2009, plusieurs anciens employés du studio ont formé une nouvelle entreprise appelée Atomhawk Design[36]. En 2010, le game designer Robert Troughton, un des fondateurs de Pitbull Syndicate, créé une nouvelle entreprise, Pitbull Studio à Newcastle[37].

## Bornes d'arcade
Midway et sa holding Williams a utilisé et fabriqué toutes sortes de borne d'arcade au cours de leur histoire, des bornes droites classiques, des bornes cocktail, des bornes cockpit ou des bornes dédiées. Williams a également produit des bornes d'arcade génériques appelées Omniflex et Duramold et  Midway a produit la borne générique Variflex.

## Liste de jeux
1958-1981 & 1988 1996 - Midway Manufacturing Company
1981-1996 - Bally Midway Manufacturing Company
1996-2001 - Midway Games
1996-2007 - Midway Home Entertainment